# Habitatge al carrer Manlleu, 25 (Vic)
L'Habitatge al carrer Manlleu, 25 és una obra eclèctica de Vic (Osona) inclosa a l'Inventari del Patrimoni Arquitectònic de Catalunya.

## Descripció
Edifici civil. Casa d'habitatges entre mitgeres que consta de planta baixa, tres pisos, terrat i coberta amb teula aràbiga a dues vessants.
A la planta s'hi obren dos portals, un de gran que correspon a l'establiment comercial i l'altre més petit que condueix a l'escala de veïns.
Els tres pisos presenten una gradació en la mida de les obertures i fins i tot en la grandària de les llosanes dels balcons, que són de pedra. L'obertura de llum de cada pis consisteix en un balcó.
La façana és rematada per una petita barbacana a manera de cornisa. Al damunt hi ha pilars que sostenen la barana del terrat.
L'estat de conservació és dolent però s'està restaurant.

## Història
Edifici que ja existia al segle xviii, fou reformat i ampliat al segle xix i actualment es troba en el mateix procés. És interessant com a exemple de transformació dels edificis barrocs en habitatges plurifamiliars.
Situada a l'antic camí itinerant que arribava a la ciutat i que va començar a créixer al segle xii. Al segle xiii va creixent el raval del carrer de Manlleu i al segle xiv es comença a construir el convent de les clarisses entre aquest carrer i el de Santa Joaquima. Al segle xvi comença a construir-se Santa Clara la Nova i al segle xvii s'hi instal·len els carmelitans descalços (a l'actual Sant Miquel). A partir d'aquest segle es comencen a construir els eixamples de la ciutat i es refà el barri de Santa Eulàlia entre els carrer de Manlleu i els dels caputxins. Al segle xviii desapareix el portal d'aquest carrer. Al segle xix finalment acaba amb l'eixample de l'horta d'en Xandri entre aquest carrer i el Gurb.